# Éditions Trajectoire
La société éponyme a été dissoute.
Depuis 2008 c'est une marque éditoriale de la société PiKtos,.

## Histoire
La société Editions Trajectoire (siren 399-582-998) a été immatriculée le 16 janvier 1995 par Jean Delville.
Elle a été cédée le 18 novembre 2008, dissoute et radiée le 30 mars 2010.

## Caractéristiques
En 2014, les éditions Trajectoire représentaient 1,9% des ventes du marché du livre ésotérique en France. En 2016, le pourcentage s'élevait à 4,5% du marché.
Le catalogue compte 500 titres avec une quarantaine de nouveautés par an. Parmi les collections développées, citons « Les incontournables » ou encore « Les Mystères de l'Histoire ».

## Auteurs publiés
- Marc-Louis Questin
- Stéphane Cardinaux
- Jacques Rolland
- Luc Mary
- Jean-Luc Caradeau
- Marie Delclos
- Jean-François Blondel
- Dominique Coquelle
- Jocelyne Fangain
- Jean-Daniel Fermier
- Jean-Marc Font
- Charly Samson
- Colette Silvestre
- Roberto Zamperini
- Paul Sanda
- Katherine Debelle